# Afenginn
Afenginn er et dansk band, der blev dannet i 2002. Bandets navn betyder på oldnordisk beruselse og styrke.
Bandet er blevet belønnet med fire Danish Music Awards, bl.a. "Årets Danske World Album" i 2010 og flotte anmeldelser for både koncerter og albums. Ved Danish Music Awards Folk var de nomineret til to priser i 2007, vandt "Årets danske artist (nutidig)" i 2009 og "Årets Udgivelse" i 2016.
Bandets musikstil er en blanding af world, punk og nordisk folkemusik.
Indtil videre har Afenginn spillet over 350 koncerter i både Europa, Asien og USA, samt udgivet seks album.

## Medlemmer
Bandet består af fem medlemmer:
- Rune Kofoed – trommer
- Erik Olevik – bas
- Kim Nyberg – mandolin
- Niels Skovmand – violin
- Rasmus Krøyer – klarinetter

## Diskografi
- 2004 – Retrograd
- 2006 – Akrobakkus
- 2008 – Reptilica Polaris
- 2009 – Bastard Etno
- 2012 – Lux
- 2016 - Opus